# Kepler-47
Kepler-47 è una stella binaria situata nella costellazione del Cigno, a circa 3420 anni luce circa dal sistema solare.
Il sistema è formato da una nana gialla piuttosto simile al Sole, e da una debole nana rossa, che orbitano attorno al comune centro di massa in un periodo di 7,5 giorni a una distanza media di 0,0815 UA (12,5 milioni di chilometri). Nell'agosto del 2012 sono stati scoperti due pianeti extrasolari orbitanti attorno alla coppia di stelle; al momento della scoperta si tratta del primo caso di pianeta circumbinario doppio, cioè della presenza di due pianeti attorno ad un sistema binario. Ad aprile 2019 è stato confermato un terzo pianeta orbitante tra i 2 precedentemente scoperti.

## Caratteristiche delle stelle
Kepler-47 A è una nana gialla con una massa paragonabile a quella solare, ma di poco più piccola e meno luminosa. Kepler-47 B invece è una nana rossa con massa e raggio poco più di un terzo di quelli del Sole. La distanza tra le due stelle è di 0,08 UA, circa 12,5 milioni di km.

## Sistema planetario

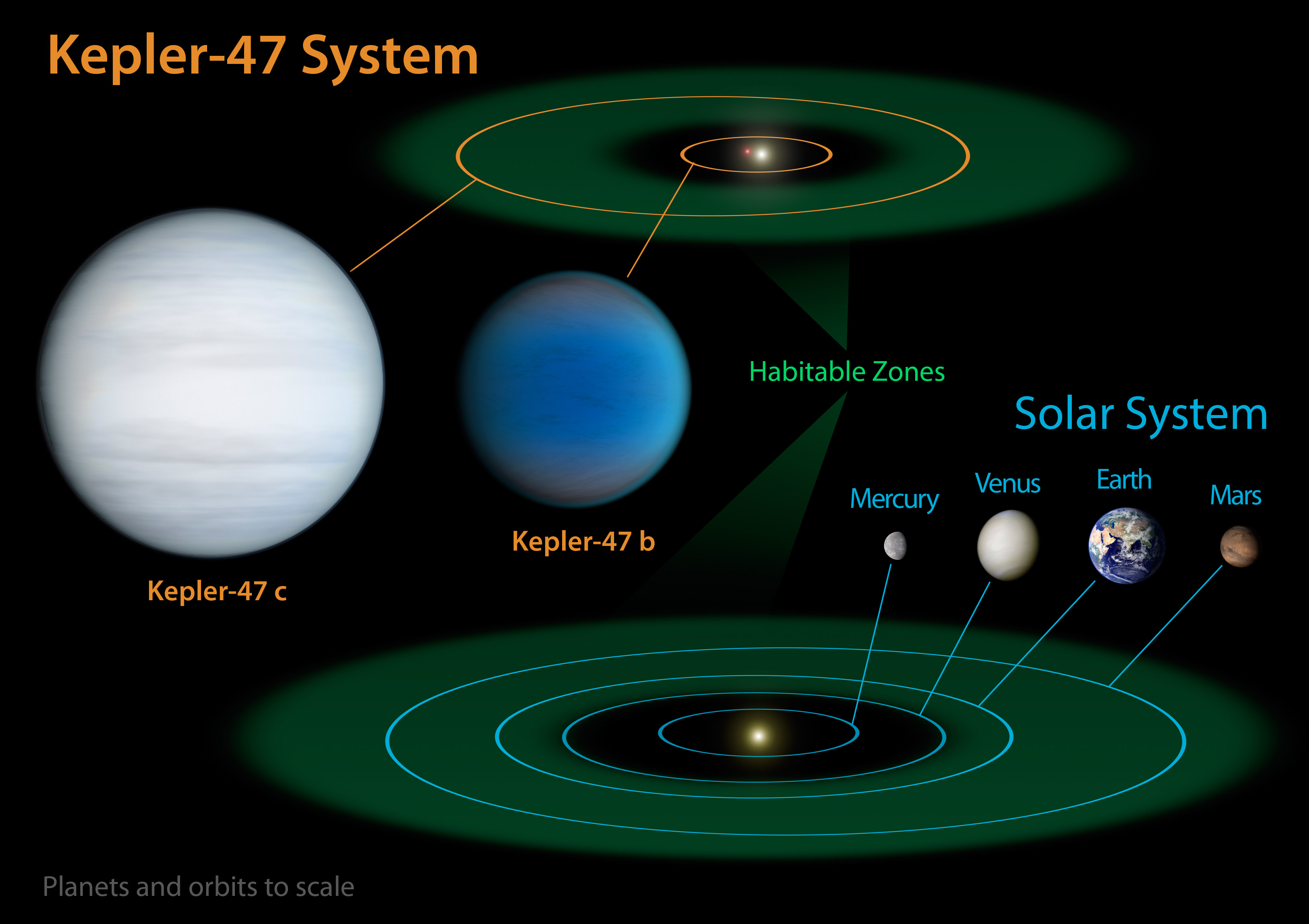
Il sistema di Kepler-47 raffrontato con il sistema solare.

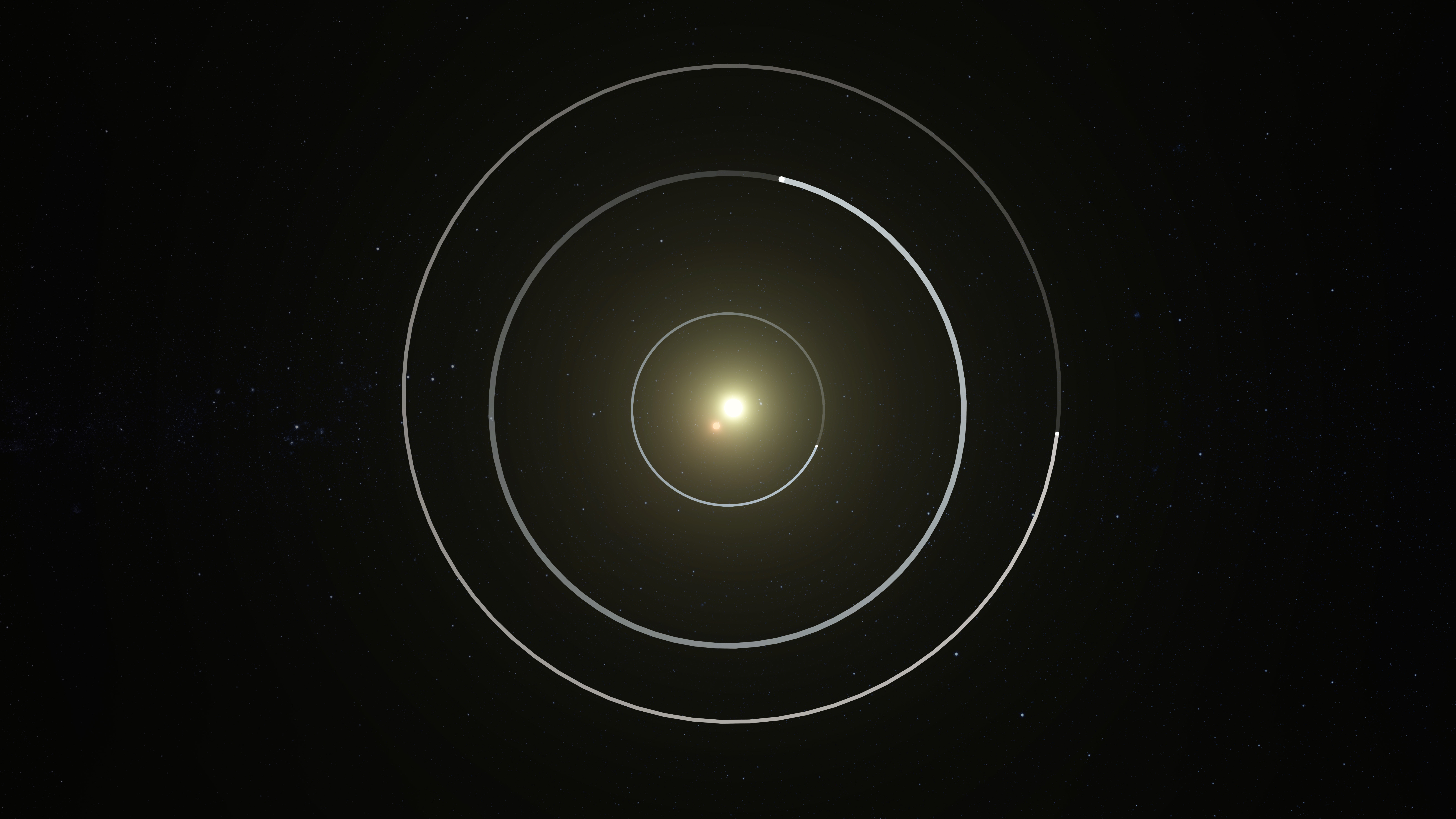
Le orbite dei tre pianeti di Kepler-47.

I pianeti sono stati scoperti nel 2012 con il metodo del transito da un team di astronomi americani e israeliani guidati da Jerome Orosz, dell'Università di San Diego, grazie a osservazioni con il telescopio spaziale Kepler.
Il primo pianeta in ordine di distanza dalla coppia di stelle, Kepler-47 (AB)b, ha un raggio triplo rispetto a quello della Terra, dista 0,3 UA e ha un periodo orbitale di circa 50 giorni. Il secondo pianeta, Kepler-47 (AB)c, è un po' più grande e dista 0,98 UA, quasi la stessa distanza della Terra dal Sole, orbitando attorno alla coppia di stelle in 303 giorni. La distanza e la luminosità delle stelle è tale da porre questo pianeta all'interno della zona abitabile; quindi, anche se il pianeta pare sia un gigante gassoso, un suo satellite potrebbe avere acqua liquida in superficie.
Greg Laughlin, professore di Astrofisica e Scienze Planetarie presso l'Università della California a Santa Cruz, giudica la scoperta come "incredibile", in quanto la formazione di sistemi come questi è improbabile date le teorie universalmente accettate, e questa scoperta potrebbe portare indizi sulle modalità di formazione dei sistemi planetari a partire dalle nubi di gas e polvere presenti attorno alle giovani stelle.
Alla sua scoperta il sistema è stato paragonato a Tatooine, pianeta immaginario di Guerre stellari che orbita attorno ad un sistema binario.
Nell'aprile 2019 è stato confermata la presenza di un terzo pianeta, Kepler-47 (AB)d, già candidato nel 2012 al tempo della scoperta dei pianeti b e c, ma sul quale era necessaria l'osservazione di un altro transito. Il gruppo di studio sul sistema guidato dall'astronomo Jerome Orosz, che a suo tempo aveva notato un debole segnale di transito della durata di poco più di 4 ore, si aspettava in realtà di scoprire pianeti più distanti dei due già conosciuti, per questo motivo la scoperta di un pianeta posto a una distanza intermedia tra Kepler-47 (AB)b e Kepler-47 (AB)c è giunta inaspettata. Kepler-47 d è il più grande pianeta del sistema Kepler-47, con un raggio almeno 7 volte il raggio della Terra. Orbita a una distanza di circa 0,7 UA, in un periodo di 187,35 giorni, mentre la sua temperatura di equilibrio è di circa 283 K.
Nonostante una temperatura più alta rispetto al pianeta c, anche d si trova all'interno della zona abitabile della stella, seppure vicino al limite più interno, tuttavia, come gli altri due pianeti, ha una densità molto bassa, perfino inferiore a quella di Saturno, ed è probabilmente un gigante gassoso senza superficie solida.
Sotto, un prospetto del sistema di Kepler-47.
| Pianeta | Massa                 | Raggio       | Periodo orb.   | Sem. maggiore | Eccentricità | Incl. orbita | Scoperta |
| ------- | --------------------- | ------------ | -------------- | ------------- | ------------ | ------------ | -------- |
| b       | 2,07+23,7 −2,07 M⊕    | 3,05 r⊕      | 49,46 giorni   | 0,2877 UA     | 0,021        | 89,75°       | 2012     |
| d       | 19,02+23,84 −11,67 M⊕ | 7,04 r⊕      | 187,366 giorni | 0,6992 UA     | 0,024        | 90,395°      | 2019     |
| c       | 3,17+2,18 −1,25 M⊕    | 4,65±0,20 r⊕ | 303,227 giorni | 0,964 UA      | 0,044        | 90,19°       | 2012     |